# Конрад II фон Щраленберг
Конрад II фон Щраленберг (на немски: Konrad II von Stralenberg; † 1284) е господар на Щраленберг, щатхалтер на Шрисхайм, строител на замък Валдек.
Той е син на Конрад I фон Щраленберг († сл. 1240), господар на Хирцберг, който построява замък Щраленбург и основава 1235 г. град Шрисхайм. Брат е на Еберхард фон Щраленберг († 16 ноември 1293), епископ на Вормс (1291 – 1293).

## Фамилия
Конрад II фон Щраленберг се жени за Агнес фон Шауенбург († сл. 1301). Те имат пет деца:
- Конрад III фон Щраленберг († 1301), щатхалтер на град Шрисхайм и господар на Валдек, женен за София фон Флехинген († сл. 1309)
- Фридрих фон Щраленберг († 5/13 март 1333), домхер в Шпайер и Страсбург
- Ребеварт фон Щраленберг († сл. 1301)
- Елзбет фон Щраленберг († сл. 1295), омъжена за Рудолф фон Нойфен († сл. 1296)
- Лиза фон Щраленберг († 1291/1299), омъжена за Йохан II фон Киркел († 1318)